# 무간 에탄카트레크
무간 에탄카트레크 잉겐 에하크 페들레크(아일랜드어: Mugain Etanchaitrech ingen Echach Feidlig→오후 페들레크의 딸, 가시금작화 같은 체모를 가진 무간)는 아일랜드 신화의 얼스터 대계의 등장인물이다. 울라의 왕비로 콘코바르 막 네사 왕의 아내이며 콘코바르와의 사이에 글라스네(Glaisne)라는 아들을 낳았다. 코나크타의 여왕 메브와는 배다른 자매 사이이다.
그녀의 이명 "에탄카트레크"(Aitinchairchech)는 문자 그대로 해석하면 "가시금작화 같은 체모를 가진"이라는 뜻으로, 여기서 체모란 아마 음모를 가리키는 것으로 추측된다.
쿠 훌린이 첫 번째 싸움을 끝내고 이멘마하로 돌아왔을 때, 그의 전투의 광란이 너무 커서 자기들까지 죽게 되지 않을지 울라인들은 두려워했다. 이때 무간이 여자들을 이끌고 나와 쿠 훌린 앞에서 유방을 까 보였고, 쿠 훌린이 부끄러움에 눈을 돌리자 남자들이 달려들어 그를 물동이에 처박아 열을 식혔다. 물동이는 쿠 훌린의 체열을 못 견디고 폭발해 버렸다.
무간은 콘코바르의 궁정시인 아드(Áed)와 불륜관계를 가졌고, 이것은 로에가레 부어다크가 죽는 원인이 되었다. 이에 울라인들은 본래 여자를 죽이는 일은 매우 드물었음에도 무간을 죽였다.